# Sorradile
Sorradile (sardisk: Sorradìle) er en by og en kommune (comune) i provinsen Oristano i regionen Sardinien i Italien. Byen ligger i 337 meters højde og har 379 indbyggere (2016). Kommunen har et areal på 26,34 km² og grænser til kommunerne Ardauli, Bidonì, Boroneddu, Ghilarza, Nughedu Santa Vittoria, Olzai, Sedilo og Tadasuni.